# Bibì e Bibò
Bibì e Bibò (The Katzenjammer Kids — traducibile con "i ragazzi dei postumi della sbornia", cioè dei borborigmi emessi dallo stomaco, dovuti all'acidità che insorge dopo aver assunto molto alcool, simili a gatti che stanno litigando — e poi The Captain and the Kids) è una serie a fumetti ideata nel 1897 dall'autore tedesco immigrato negli Stati Uniti Rudolph Dirks ed è la striscia a fumetti più longeva di sempre. Per creare i personaggi l'autore si ispirò a Max e Moritz del connazionale Wilhelm Busch ed è probabilmente la prima striscia nella storia del fumetto americano a fare uso delle nuvolette. Nel 1995 fu una delle venti serie a fumetti inclusa nella serie di francobolli statunitensi Comic Strip Classics. La serie venne definita dal critico Kenneth Rexroth «uno dei contributi americani alla mitologia moderna».

## Storia editoriale
La serie esordì il 12 dicembre 1897 sull'American Humorist, supplemento del New York Journal, quotidiano appartenente al gruppo Hearst. Quando Dirks decise di compiere un lungo viaggio in Europa i personaggi furono affidati a Harold Knerr, un altro disegnatore di origine tedesca. Al suo ritorno negli States, nel 1914, Dirks riprese a disegnare la striscia per il principale concorrente di Hearst, il New York World di Joseph Pulitzer. A seguito di una sentenza giudiziaria Dirks fu costretto a cambiare il titolo della serie in The Captain and the Kids ma entrambi gli autori poterono continueranno a realizzare ciascuno una differente versione della serie sino alla loro morte rispettivamente nel 1968 e nel 1949. L'opera di Dirks sarà portata avanti da suo figlio John, mentre a Knerr succederanno prima Doc Winner nel 1949, poi Joe Musial dal 1956, e infine, dal 1984, Hy Eisman che ne continua la produzione rendendo la serie la più longeva nella storia del fumetto ma pubblicato solo la domenica in strisce più lunghe. Le due serie continueranno a essere pubblicate in tutto il mondo per decenni con alterna fortuna e minime differenze.
La striscia è nota in Italia soprattutto per essere stata pubblicata come Bibì e Bibò e Capitan Cocoricò sul Corriere dei Piccoli con grande successo nella versione di Knerr, a partire dal 1912, e poi su molte altre testate nei decenni successivi dove compaiono anche con altri nomi come Capitan Bomba sugli Albi Nuove Avventure o come Capitan Mangiaspugne su Jumbo, fino a the Katzies sulla rivista Comic Art negli anni ottanta.

## Personaggi

### Tordella
Tordella (Mama) è la madre dei due bambini (Bibì e Bibò). Il termine tordella poteva indicare, in italiano ormai vetusto, la moglie o altro partner femminile di un uomo, in un senso che può variare dal simpatico al leggermente spregiativo (dato il frequente uso del mattarello). 

In molti dei film muti (cortometraggi) realizzati nel 1912 l'attrice che interpretò il personaggio fu Lillian Leighton.

## Trama
Le storie di genere umoristico sono ambientate su una spiaggia africana di una colonia tedesca dove i personaggi parlano con storpiature fonetiche dei dialoghi tipicamente tedesche.  Accanto ai due bambini protagonisti, sempre impegnati a combinarne di nuove, ci sono la cuoca Tordella (Mama), specializzata in torte e che in molte delle storie usa il mattarello per ripagare i mocciosi, il capitano, Capitan Cocò Ricò (the Captain), un vecchio lupo di mare in pensione, e un ispettore, loro eterno ospite. Tordella e il Capitano non sono sposati e non è detto che Bibì e Bibò siano loro figli. Ci sono poi gli indigeni privi di intenzioni bellicose con il loro capo che trascorre le giornate a giocare a carte con il Capitano e l'ispettore.
Malgrado i bambini vengano puniti alla fine di ogni avventura, ricominciano nuovamente senza soluzione di continuità. Non è chiaro quale sia la famiglia dei due gemelli: potrebbero essere i figli di un fantomatico signor Katzenjammer, ma poiché la parola in tedesco indica il malessere del dopo sbronza, si potrebbe intendere che forse i due sono figli di qualche "peccatuccio" compiuto sotto spirito alcolico, come tanti degli orfani che popolavano le vie di New York e che servirono per l'identificazione dei loro caratteri.

## Altri media

### Teatro
- Rappresentazione teatrale negli Stati Uniti (1903).[1][2]

### Cortometraggi animati
- The Captain and the Kids: serie a disegni animati prodotta nel 1938.[1][2]

### Film muti
- The Katzenjammer Kids in School (1898)
- The Katzenjammer Kids Have a Love Affair (1900)
- The Katzenjammer Kids (1912)
- They Plan a Trip to Germany (1912)
- They Entertain Company (1912)
- They Go to School (1912)
- School Days (1912)
- Unwilling Scholars (1912)
- The Arrival of Cousin Otto (1912)

## Premi e riconoscimenti
- Nel 1995 fu una delle venti serie a fumetti inclusa nella serie di francobolli statunitensi Comic Strip Classics.[7][8][9]